# Mallerenga dorsiverda
La mallerenga dorsiverda o mallerenga de dorc verdós (Parus monticolus) és una espècie d'ocell passeriforme que pertany a la família Pàrids pròpia d'Àsia.
Es troba a Bangladesh, Bhutan, Xina, l'Índia, Laos, Myanmar, Nepal, el Pakistan, Taiwan i Vietnam.
L'hàbitat natural són el bosc boreal, el bosc temperat i el bosc humit subtropical o tropical de les terres baixes.

## Subespècies
Se'n reconeixen quatre subespècies:
- P. m. insperatus (Swinhoe, 1866) - Boscos muntanyos de Taiwan.
- P. m. legendrei (Delacour, 1927) - sud de Vietnam (meseta de Da Lat).
- P. m. monticolus (Vigors, 1831) - de l'oest de l'Himàlaia a l'oest del Nepal i al Tibet.
- P. m. yunnanensis (La Touche, 1922) - de l'Himàlaia al nord de l'Índia, Myanmar, a la Xina i al nord del Vietnam.